# Mollis
Mollis – miejscowość w gminie Glarus Nord w Szwajcarii, w kantonie Glarus. Liczba mieszkańców według danych z 31 grudnia 2021 wynosiła 4169 osób. Do 31 grudnia 2010 samodzielna gmina.

## Osoby

### urodzone w Mollis
- Henricus Glareanus (1488–1563) – szwajcarski humanista
- Friedrich Wilhelm Schindler (1856–1920) – austriacki przedsiębiorca i wynalazca
- Kaspar Zwicky (1863–1935) – naukowiec